# Иващенко, Виктор Иванович
Виктор Иванович Иващенко (1930 год, Нижне-Волжский край — 21 февраля 2008 года, Камышин, Волгоградская область) — старший буровой мастер Камышинского управления буровых работ объединения «Нижневолжскнефть» Министерства нефтяной промышленности СССР, Волгоградская область. Герой Социалистического Труда (1971).

## Биография
С 1948 года — помощник бурильщика, с 1950 года — бурильщик на нефтяных промыслах. Проходил срочную службу в Советской Армии. После армии обучался в Саратовском нефтяном техникуме, после которого трудился старшим мастером бурильной бригады Камышинского управления буровых работ объединения «Нижневолжскнефть» в Камышине.
Бригада Виктора Иващенко досрочно выполнила социалистические обязательства и плановые задания Восьмой пятилетки (1966—1970). 30 марта 1971 года Указом Президиума Верховного Совета СССР удостоен звания Героя Социалистического Труда «за выдающиеся заслуги в выполнении заданий пятилетнего плана по добыче нефти и достижение высоких технико-экономических показателей в работе» с вручением ордена Ленина и золотой медали Серп и Молот.
В последующие годы находился в командировке в Ираке, потом — до выхода на пенсию трудился начальником смены центральной инженерной технологической службы Управления буровых работ.
Скончался в 2008 году в Камышине.